# Brâul Cosânzenii
„Brâul Cosânzenii” este o poezie alcătuită din 19 strofe, scrisă de George Coșbuc și publicată pentru prima oară în 1893 în volumul Balade și idile.